# Bavia aericeps
Bavia aericeps es una especie de araña del género Bavia, familia Salticidae. Fue descrita científicamente por Simon en 1877.
Se distribuye por Australia, Singapur, Indonesia, Malasia, India, Tailandia, Japón, Filipinas, Sri Lanka, Palaos, Islas Salomón, Samoa, Camboya, Papúa Nueva Guinea, China, Kiribati, Estados Unidos y Vietnam. La especie se mantiene activa durante todos los meses del año.